# Amegilla dulcifera
Amegilla dulcifera es una especie de abeja excavadora perteneciente al género Amegilla, categorizada en la tribu Anthophorini, de la subfamilia Apinae. Fue descrita científicamente por el naturalista inglés Theodore Dru Alison Cockerell en 1926.
La hembra mide 13-15 mm de longitud y el macho 10-12 mm.

## Distribución
Se distribuye por Asia, en países tales como Armenia, China, Corea del Sur y Japón.